# Daniel Dziwniel
Daniel Dziwniel (Francoforte sul Meno, 19 agosto 1992) è un calciatore tedesco naturalizzato polacco, difensore del Podbeskidzie.

## Caratteristiche tecniche
È un terzino sinistro dalle spiccate doti offensive, che gli permettono di essere schierato anche come esterno di centrocampo o addirittura come ala sinistra. 

## Carriera

### Club
Il 25 agosto 2020, dopo quattro anni in Ekstraklasa, si accasa al Sandecja in seconda divisione.

### Nazionale
Ha giocato nella nazionale polacca Under-21.